# Only My Heart Talkin'
Only My Heart Talkin' è una power ballad del cantante statunitense Alice Cooper estratta, nel 1990, come quarto e ultimo singolo dall'album Trash. Ha raggiunto la posizione numero 89 della Billboard Hot 100 e la numero 19 della Mainstream Rock Songs negli Stati Uniti.
La canzone si caratterizza per la partecipazione speciale di Steven Tyler degli Aerosmith come seconda voce.

## Tracce
7" Single Epic  655758-7
1. Bed of Nails – 4:47
2. Only Women (Live) – 4:14

12" Maxi Epic 655758-6
1. Bed of Nails – 4:47
2. Only Women (Live) – 4:14
3. Cold Ethyl (Live) – 3:12

## Formazione
- Alice Cooper – voce
- Steven Tyler – seconda voce
- John McCurry – chitarra
- Hugh McDonald – basso, cori
- Alan St. John – tastiere, cori
- Bobby Chouinard – batteria

## Classifiche
| Classifica (1990)             | Posizione massima |
| ----------------------------- | ----------------- |
| Australia                     | 47                |
| Stati Uniti                   | 89                |
| Stati Uniti (mainstream rock) | 19                |